# Liebenswiller
Liebenswiller (deutsch Liebensweiler, elsässisch Liebedswiller) ist eine französische Gemeinde mit 183 Einwohnern (Stand 1. Januar 2022) im Département Haut-Rhin in der Region Grand Est (bis 2015 Elsass). Sie gehört zum Arrondissement Mulhouse, zum Kanton Saint-Louis und zum Gemeindeverband Saint-Louis Agglomération.

## Geografie
Die Gemeinde Liebenswiller im Leimental liegt an der Schweizer Grenze, etwa zwölf Kilometer südwestlich des Basler Stadtzentrums.
Nachbargemeinden von Liebenswiller sind Hagenthal-le-Haut im Norden, Leymen im Osten, Rodersdorf (Schweiz) im Süden, Oltingue im Westen sowie Bettlach im Nordwesten.
Der Liebenswiller Dorfbach mündet oberhalb der Steinmattenmühle in den Birsig (französisch La Birsig!), der in Basel bei der Mittleren Rheinbrücke den Rhein erreicht. Das Dorf liegt im lössbedeckten Sundgauer Tertiärhügelland. Unter der Lössdecke erscheinen an verschiedenen Stellen die vorwiegend sandigen Schichten der Elsässer Molasse.

## Geschichte
Frühe Erwähnungen gibt es aus den Jahren 829 als Theotberlouuilare, 1232 als Dieprechtswilr, 1341 als Diepretzwiller, 1489 als Diepretzwilr, 1567 als Liebentzweiler und 1576 unter dem heutigen Namen. Zwischen Leymen und Liebenswiller soll eine galloromanische Siedlung, bestehend aus einem Bauernhof und einer Villa, existiert haben. Zur Zeit der Ersterwähnung ist der Ort im Besitz der Abtei Murbach. von 1478 bis zur Revolution hatten die Herren von Wessenberg die Ortsherrschaft inne.
Bis 1803 war Liebenswiller Filial der Rodersdorfer Pfarrei, später von Leymen.
Bis 1324 gehörte der Ort zur Grafschaft Pfirt und kam dann durch die Heirat der Johanna von Pfirt mit Herzog Albrecht II. von Österreich an Habsburg. Im Westfälischen Frieden 1648 ging der Ort mit dem ganzen elsässischen Besitz der Habsburger an die französische Krone. Von 1871 bis 1918 gehörte der Ort zum deutschen Reichsland Elsaß-Lothringen.
Während der Ersten Französischen Republik wurden Beamte im Dorf stationiert, die den Weg zwischen dem Kloster Mariastein und dem Sundgau zu blockieren hatten. 1823 wurde die Dorfschule etabliert. Am Ende des 19. Jahrhunderts lebten in Liebensweiler 45 Familien bzw. 187 Einwohner, die alle katholisch waren. Seit 1912 bezieht die Gemeinde Strom aus der Schweiz, von der Elektra Birseck. 1913 wurden die Wasserleitungen gelegt. Heute zählt die Ortschaft knapp 200 Einwohner.

## Bevölkerungsentwicklung

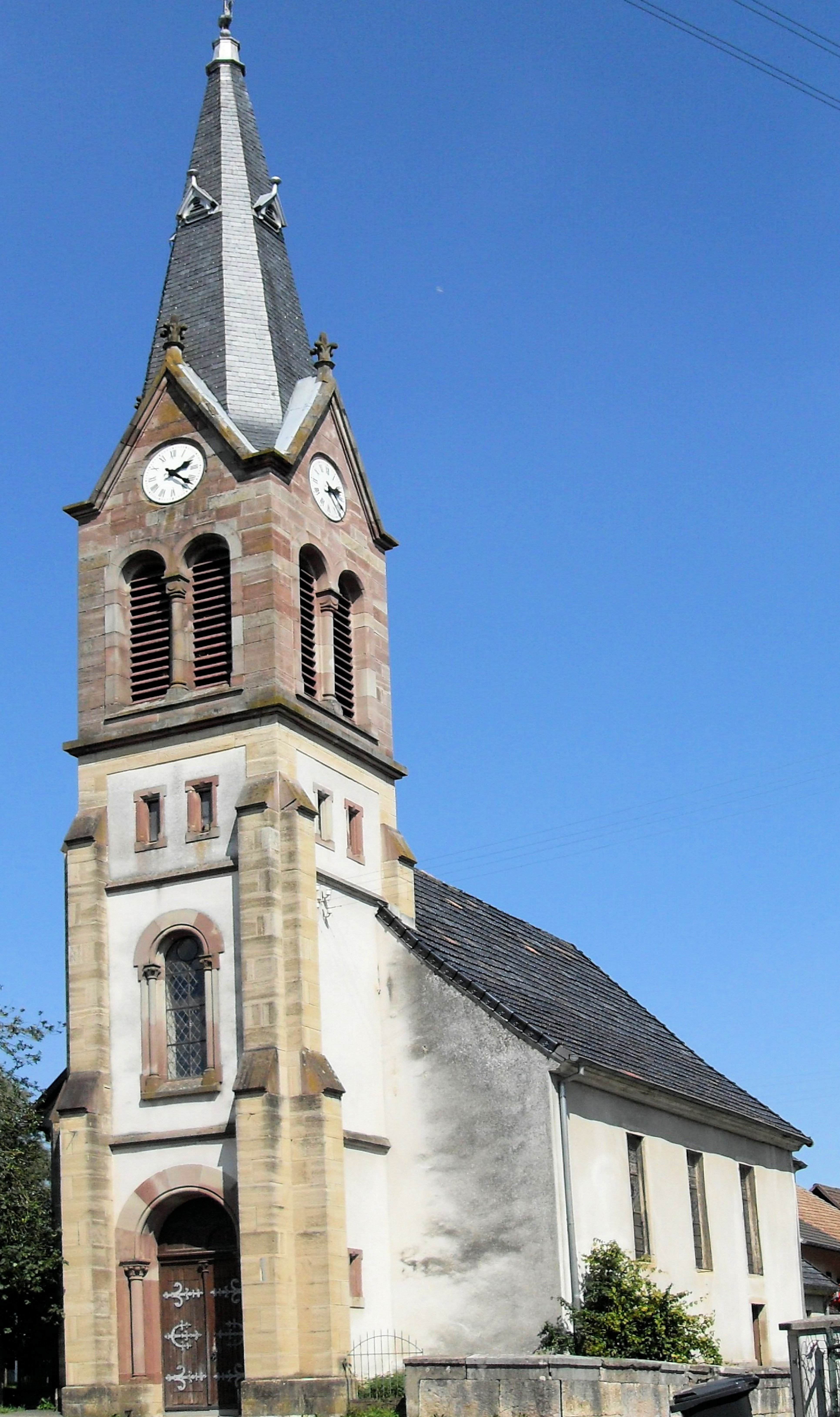
St. Markus Liebenswiller

| Jahr      | 1962 | 1968 | 1975 | 1982 | 1990 | 1999 | 2007 | 2017 | 2019 |
| --------- | ---- | ---- | ---- | ---- | ---- | ---- | ---- | ---- | ---- |
| Einwohner | 167  | 150  | 133  | 156  | 159  | 184  | 195  | 194  | 183  |

## Bauwerke
- Sankt Markus-Kirche (Église St.-Marc): Ein Neubau ersetzte 1825 die Kapelle von 1669. Der neuromanische Kirchturm entstand um die Mitte des 19. Jahrhunderts.
- Die der Heiligen Walburg geweihte Heiligenbrunnkapelle von 1682, alte Wallfahrtsstätte bei der als  heilkräftig gepriesenen Quelle (Augenleiden). 1356 erstmals erwähnt, damals im Besitz der Reich von Reichenstein.
- Das Fachwerkhaus Nr. 11 an der Rue de Oltingue ist noch in der altertümlichen Stockwerkbauweise errichtet.
- Liste der Monuments historiques in Liebenswiller